# Luggauer Madonna

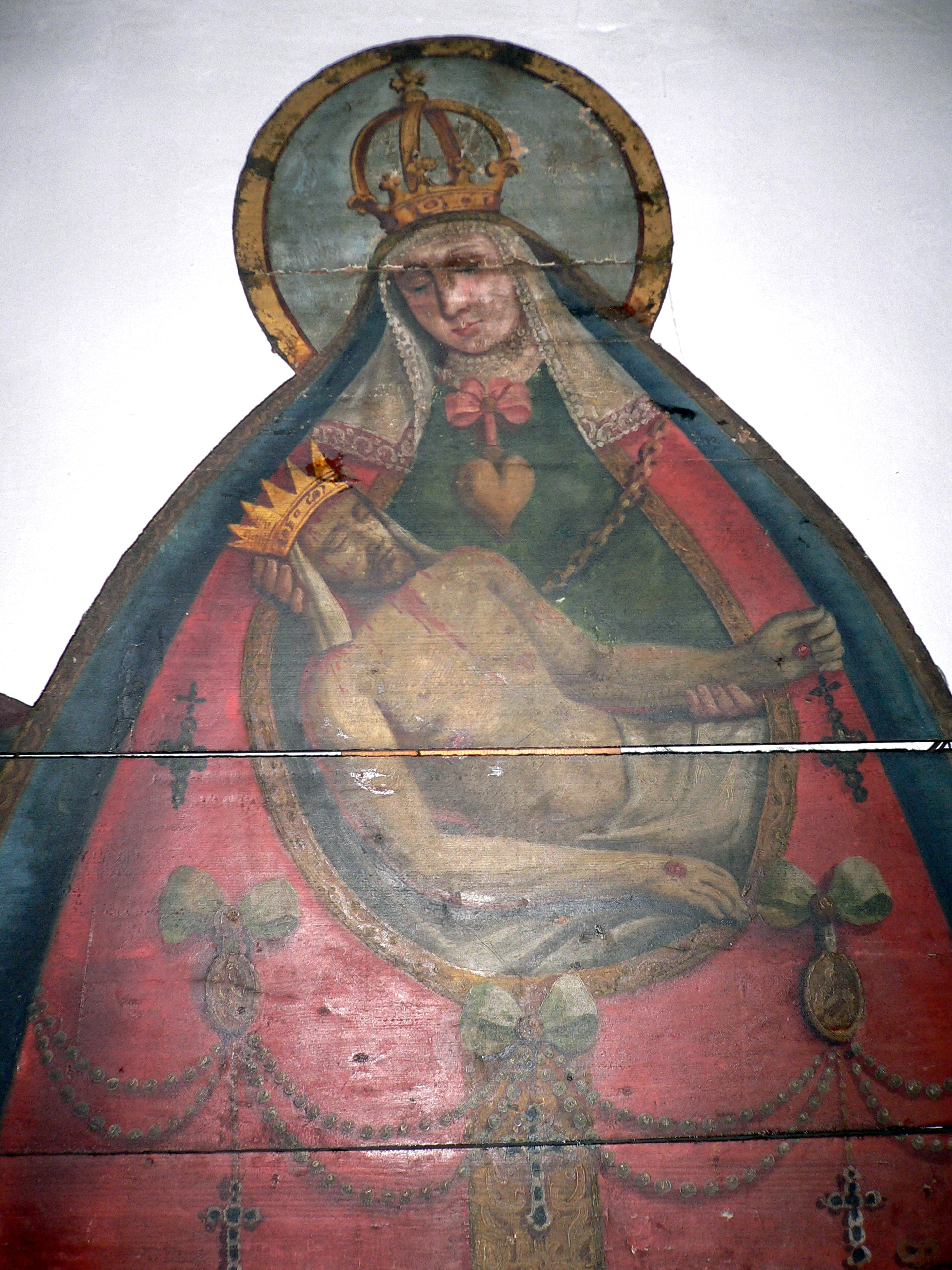
Luggauer Madonna

Die Luggauer Madonna ist das Gnadenbild der Wallfahrtskirche Maria Schnee in Maria Luggau aus dem Jahre 1513. Es stellt das Urbild einer Pietà dar, wobei Jesus mit dem Oberkörper aus dem Mantel herausragt und mit einer Krone bekrönt ist. Das Gnadenbild ist am Hochaltar über dem Tabernakel unter einem Baldachin mit Brokatgewändern bekleidet situiert.